# 홍성희
홍성희는 대한민국의 성우이다. 1992년 KBS에 입사했으며, 현재는 KBS 23기이다. 한국방송 성우극회 소속.

## 주요 출연작품

### 애니메이션
- 노트르담의 천사(SBS)
- 무지개 요정 큐티하니(SBS)
- 누들누드2(XTM)

### 영화
- 전선 위의 참새(KBS)
- 미스 다이아몬드(SBS)
- 헤라클레스(KBS)
- 죽음의 표적(SBS)
- 죽기 아니면 까무러치기(SBS)
- 황비홍(SBS)